# 75-летие Всемирного почтового союза (серия марок СССР)
«75-ле́тие со Всеми́рного почто́вого сою́за» — однолетняя тематическая серия почтовых марок СССР с разными датами выпуска. Посвящена 75-летию Всемирного почтового союза и выпускалась 5 и 10 октября 1949 года согласно каталогу почтовых марок Михель.
Все шесть задействованных каталогов:
- русский каталог с нумерацией ЦФА (ЦФА)[1];
- русский каталог «Стандарт-Коллекция» (SC)[2];
- американский каталог Скотт (Scott)[3];
- немецкий каталог Михель (Michel)[4];
- английский каталог Стэнли Гиббонс (SG)[5];
- французский каталог Ивер и Телье (Yvert)[6], —

показали одинаковый состав серии. Это однолетняя фиксированная серия.

## Каталожная нумерация
Здесь 4 марки, это однолетняя серия с разными датами выпуска. Первый номер серии ЦФА 1437, дата выпуска марки с первым номером серии 1949-10-05.
| 75-летие Всемирного почтового союза | 75-летие Всемирного почтового союза | 75-летие Всемирного почтового союза | 75-летие Всемирного почтового союза | 75-летие Всемирного почтового союза | 75-летие Всемирного почтового союза | 75-летие Всемирного почтового союза | 75-летие Всемирного почтового союза | 75-летие Всемирного почтового союза | 75-летие Всемирного почтового союза | 75-летие Всемирного почтового союза |
| №                                   | Дата                                | ЦФА                                 | SC                                  | Scott                               | Michel                              | SG                                  | Yvert                               | Ном.                                | Кр. опис‑е                          | Изобр‑е                             |
| ----------------------------------- | ----------------------------------- | ----------------------------------- | ----------------------------------- | ----------------------------------- | ----------------------------------- | ----------------------------------- | ----------------------------------- | ----------------------------------- | ----------------------------------- | ----------------------------------- |
| 1                                   | 1949-10-05Mi                        | 1437                                | 1345                                | 1392a                               | 1383B                               | 1523                                | 1366                                | 40к                                 | Письма и земной шар                 |                                     |
| 2                                   | 1949-10-05Mi                        | 1438                                | 1346                                | 1393a                               | 1384B                               | 1524                                | 1367                                | 50к                                 | Письма и земной шар                 |                                     |
| 3                                   | 1949-10-10Mi                        | 1439                                | 1347                                | 1392                                | 1383A                               | 1523b                               | 1366                                | 40к                                 | Письма и земной шар                 |                                     |
| 4                                   | 1949-10-10Mi                        | 1440                                | 1348                                | 1393                                | 1384A                               | 1524b                               | 1367                                | 50к                                 | Письма и земной шар                 |                                     |

## Описание марок
Союз Советских Социалистических Республик выпустил серию из четырёх марок одного рисунка, отличающихся цветом, две марки без зубцов 5 октября 1949 года и две марки с зубцами 10 октября 1949 года. На марках изображены письма, опоясывающие земной шар; дилижанс (слева внизу), железная дорога и корабль (справа внизу), самолёт (справа вверху). Художник В. В. Завьялов. Фототипия. Марочный лист 64 (8×8). Без зубцов (№ CPA 1437, 1438) и с линейной зубцовкой 12,5 (№ CPA 1439, 1440). Сероватая и белая (более плотная) бумага (№ CPA 1439, 1440). Серо-синяя, красно-коричневая (№ CPA 1437, 1439) и тёмно-лиловая, чёрно-синяя (№ CPA 1438, 1440). Тиражи 0,1, 0,1, 0,93, 0,43 млн (соответственно № CPA 1437—1440).

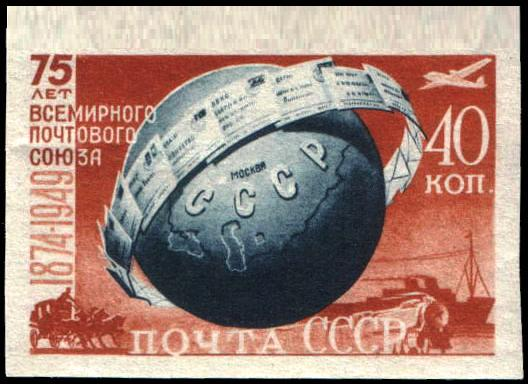
№ CPA 1437 (1949-10-05). Без зубцов Письма и земной шар
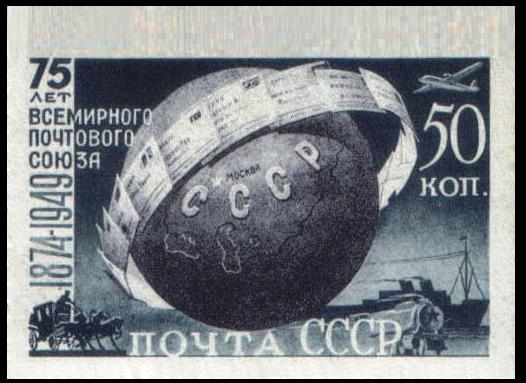
№ CPA 1438 (1949-10-05). Без зубцов Письма и земной шар

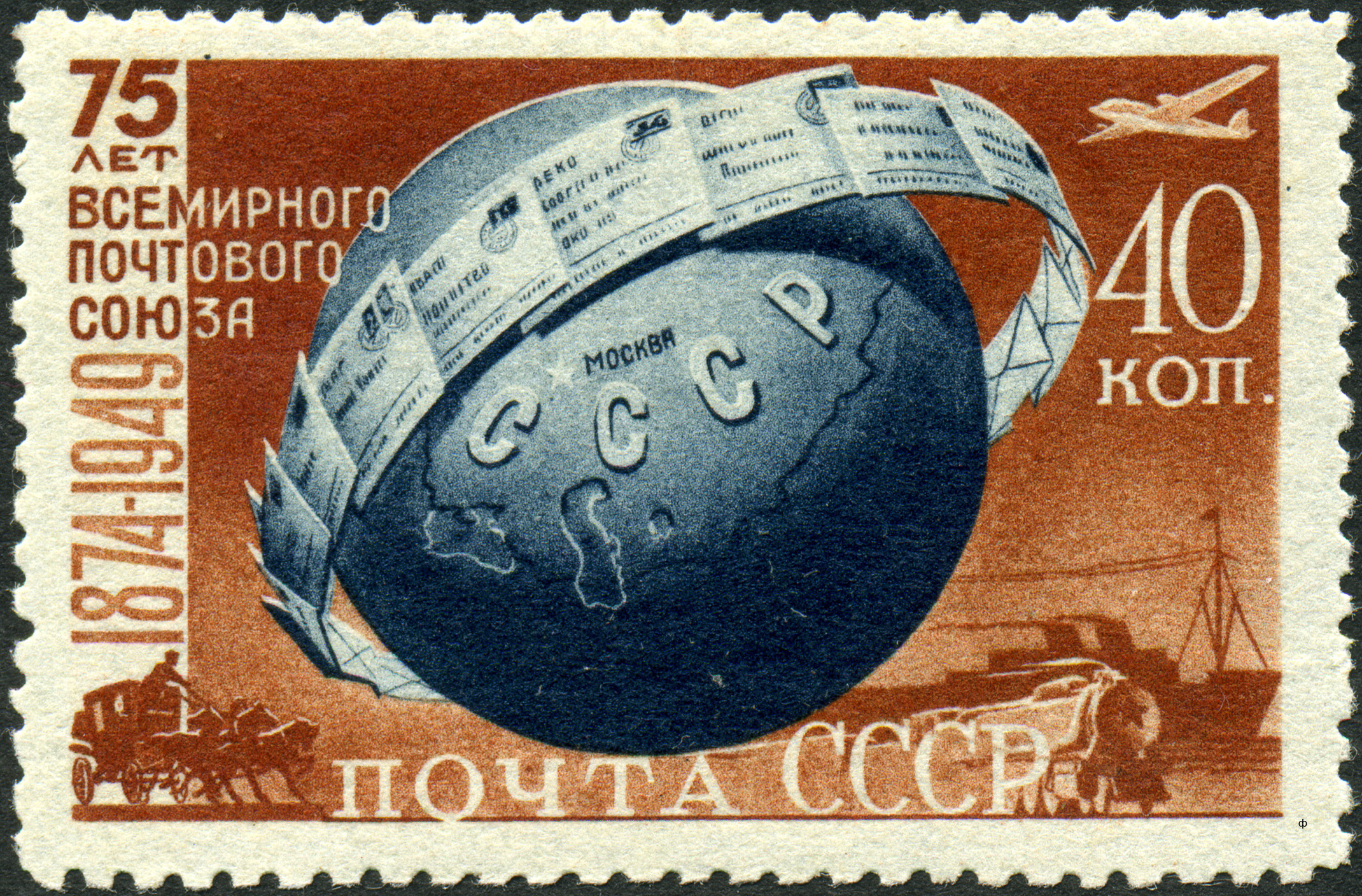
№ CPA 1439 (1949-10-10). С зубцами Письма и земной шар
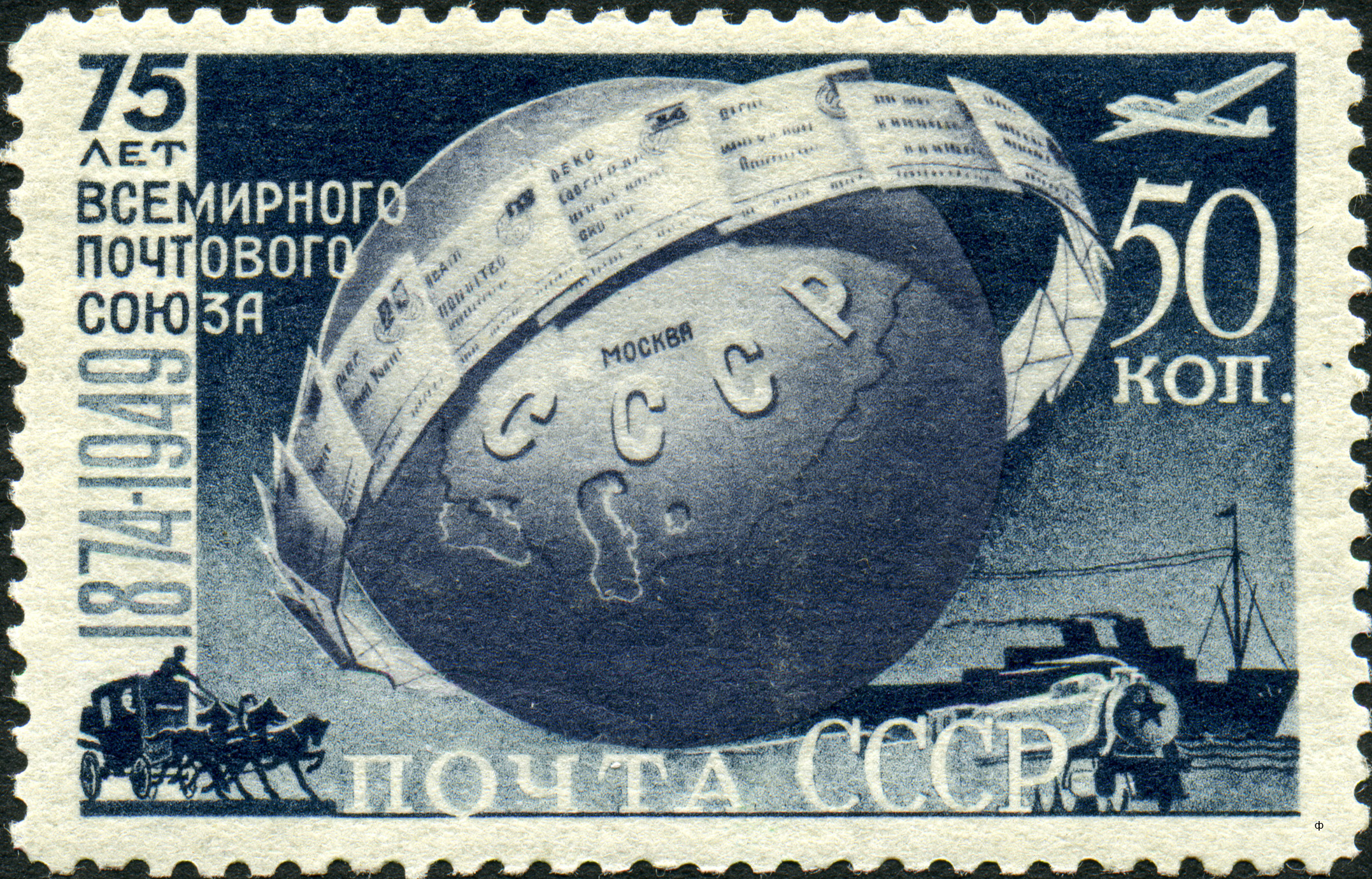
№ CPA 1440 (1949-10-10). С зубцами Письма и земной шар